# نبرد فاو
نبرد فاو (انگلیسی: Battle of Al Faw) عملیات نظامی بود که در ۲۰ مارس ۲۰۰۳ آغاز شد و به مدت چهار روز، به عنوان بخشی از حمله به عراق در سال ۲۰۰۳، ادامه یافت.
یکی از اهداف اولیه ائتلاف، تصرف تمام سکوهای گازی و نفتی در شبه جزیره فاو، قبل از اینکه توسط ارتش عراق خرابکاری یا تخریب شوند، بود. انجام این کار همچنین عراق را از ایجاد یک فاجعه زیست‌محیطی دیگر، مانند آنچه در آتش‌سوزی‌های نفتی کویت و آلودگی نفتی جنگ خلیج فارس در سال ۱۹۹۱ انجام داده بود، محروم می‌کرد. با تصرف سواحل این کشور، ائتلاف همچنین می‌توانست کنترل سریع‌تر تولید نفت عراق را تضمین کند.
تیپ ۳ کماندو نیروهای مسلح بریتانیا نیز همزمان ام قصر را تصرف می‌کرد، به طوری که بندر ام قصر - تنها بندر آب‌های عمیق در عراق - پس از پاکسازی خور عبدالله توسط گروه ویژه اقدامات ضد مین، می‌توانست برای ورود تجهیزات نظامی سنگین مورد استفاده قرار گیرد. واحد ۱۵ اعزامی تفنگداران دریایی ایالات متحده تحت فرماندهی تیپ ۳ کماندویی قرار گرفت تا نیروی لازم برای تصرف هر دو هدف را فراهم کند.